# Caffrowithius meruensis
Caffrowithius meruensis är en spindeldjursart som först beskrevs av Beier 1962.  Caffrowithius meruensis ingår i släktet Caffrowithius och familjen blindklokrypare. Inga underarter finns listade.